# Pere Ponsa i Sala
Pere Ponsa i Sala (Breda, 16 de març de 1904 - Breda, 29 de maig de 2000) fou un futbolista català de la dècada de 1920.

## Trajectòria
Fou jugador de la l'Olímpic FC de Breda els primers anys de la dècada de 1920. L'any 1925 fitxà pel FC Barcelona, club on romangué dues temporades. A continuació marxà a Suïssa, on continuà la pràctica del futbol, al Servette FC i a l'Étoile Carouge FC.